# محمد آنکالایف
محمد آنکالایف (روسی: Магоме́д Алибула́тович Анкала́ев؛ زادهٔ ۲ ژوئن ۱۹۹۲) ورزشکار هنرهای رزمی ترکیبی اهل روسیه است. وی از سال ۲۰۱۴ میلادی تاکنون مشغول فعالیت بوده‌است.